# Шефер, Джек Уорнер
Джек Уо́рнер Ше́фер (англ. Jack Warner Schaefer; 19 ноября 1907 — 24 января 1991) — американский журналист, писатель, автор вестернов.

## Биография
Джек Шефер родился в Кливленде (штат Огайо) в семье адвоката. В 1919 году окончил колледж. В 1929—1930 годах учился в Колумбийском университете, но бросил учёбу. Работал журналистом.
Первый писательский успех пришёл к Шеферу после публикации в 1949 году романа «Шейн». Роман принадлежал к жанру вестерна, хотя сам Шефер до этого никогда не был на Диком Западе. Он жил в своём доме в Коннектикуте и только в 1955 году он переехал в Санта-Фе.
В 1975 году был удостоен награды от Ассоциации вестерн-литературы.
Умер в 1991 году в Санта-Фе от сердечной недостаточности. Был дважды женат, вторая жена вместе с ним переехала в Санта-Фе.

### Книги
- 1949 — Шейн / Shane
- 1953 — First Blood
- 1953 — The Big Range (сборник рассказов)
- 1953 — The Canyon
- 1954 — The Pioneers (сборник рассказов)
- 1957 — Company of Cowards
- 1959 — The Kean Land and Other Stories
- 1960 — Old Ramon
- 1961 — Tales from the West
- 1962 — Incident on the Trail
- 1963 — The Plainsmen
- 1963 — Monte Walsh
- 1963 — The Great Endurance Horse Race: 600 Miles on a Single Mount, 1908, from Evanston, Wyoming, to Denver
- 1964 — Stubby Pringle’s Christmas
- 1965 — Heroes without Glory: Some Goodmen of the Old West
- 1966 — Collected Stories
- 1966 — Adolphe Francis Alphonse Bandelier
- 1967 — New Mexico
- 1967 — The Short Novels of Jack Schaefer
- 1967 — Mavericks
- 1971 — Hal West: Western Gallery
- 1973 — An American Bestiary
- 1978 — Conversations with a Pocket Gopher and Other Outspoken Neighbors (1978)
- 1978 — Jack Schaefer and the American West: Eight Stories
- 1985 — The Collected Stories of Jack Schaefer

## Экранизации
- 1952 — Шейн / Shane
- 1953 — The Silver Whip
- 1956 — Tribute to a Bad Man
- 1957 — Trooper Hook
- 1964 — Advance to the Rear
- 1965 — Konyakçi
- 1966 — Шейн / Shane
- 1970 — Monte Walsh
- 1978 — Stubby Pringle’s Christmas
- 2003 — Душа ковбоя / Monte Walsh